# Ngôn Yển
Ngôn Yển (言偃, 506-443TCN), tự Tử Du (子游), hậu thế truy tặng là "Ngô hầu", là một trong Khổng Môn Thập triết, được Khổng Tử đánh giá có tài về văn học.
Tử Du là người nước Ngô. Ông là người ưa văn học, nho phong, chủ trương không nên đàn hặc người trên, chỉ trích bè bạn nhiều, sau Làm quan Tể ấp Vũ Thành, đem nhạc dạy dân.